# Wangcheng (köpinghuvudort i Kina, Hubei Sheng, lat 31,96, long 112,94)
Wangcheng är en köpinghuvudort i Kina. Den ligger i provinsen Hubei, i den centrala delen av landet, omkring 200 kilometer nordväst om provinshuvudstaden Wuhan. Antalet invånare är 40 964. Befolkningen består av 19 995 kvinnor och 20 969 män. Barn under 15 år utgör 14,0 %, vuxna 15-64 år 76 %, och äldre över 65 år 9,0 %.
Runt Wangcheng är det tätbefolkat, med 286 invånare per kvadratkilometer. Närmaste större samhälle är Tangxian, 16,9 km öster om Wangcheng. Trakten runt Wangcheng består till största delen av jordbruksmark.
Genomsnittlig årsnederbörd är 1 050 millimeter. Den regnigaste månaden är augusti, med i genomsnitt 179 mm nederbörd, och den torraste är december, med 19 mm nederbörd.